# Magdalena Petit
Magdalena Petit Marfán (Peñaflor, 14 de febrero de 1903-Santiago, mayo de 1968) fue una escritora chilena, recordada por sus populares novelas La Quintrala, Los Pincheira y Los hijos del Caleuche, entre otras. Escribió asimismo obras de teatro, ensayos y biografías.

## Biografía
Magdalena Petit Marfán creció con sus hermanas Enriqueta, que se convertiría en una famosa pintora chilena, Margarita (pianista) y Marta (actriz) en un hogar culto y acomodado. Su padre, Emilio, era médico, y, a instancia suya, comenzó a estudiar medicina, pero abandonó la carrera para ingresar al Conservatorio Nacional, donde se recibió de profesora de piano y teoría.
En 1932 se inició en las letras con La Quintrala, novela muy bien recibida por la crítica y el público, que fue traducida a varios idiomas. Para esta novela sobre la vida de Catalina de los Ríos y Lísperguer, Magdalena Petit se inspiró en el texto de Benjamín Vicuña Mackenna Los Lisperguer y la Quintrala. Después de Petit, diversos autores atraídos por este personaje escribieron sus propias versiones de la leyenda como, por ejemplo, Mercedes Valdivieso, con Maldita yo entre las mujeres.
Tres años después escribió su primera obra teatral con el mismo título y protagonista. Comenzaría así a utilizar los géneros literarios en que descollaría: la biografía novelada y el teatro. Con Don Diego Portales, el hombre sin concupiscencia (1937), ganó el Premio Municipal de Literatura de Santiago. 

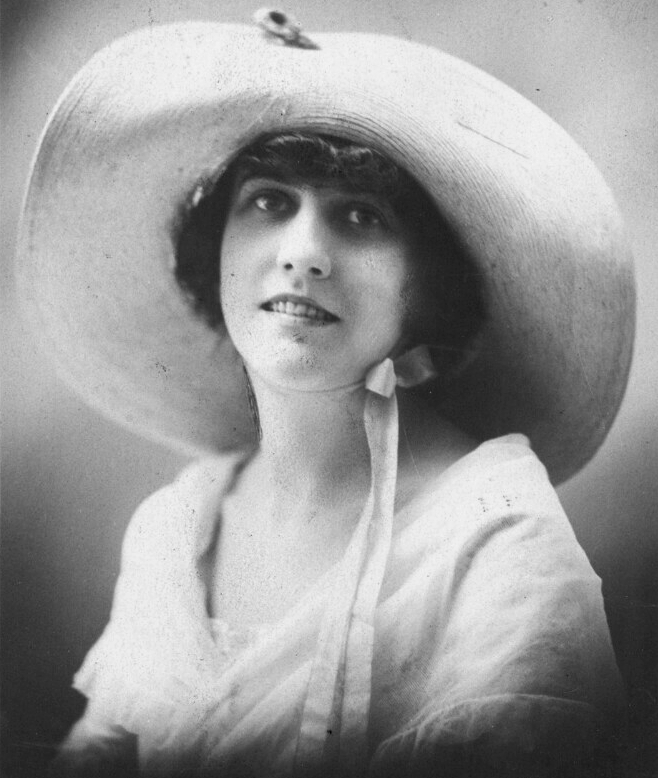
Magdalena Petit en 1930.

Escribió asimismo piezas teatrales para niños como El cumpleaños de Rosita, El bebé gigante y Pulgarcito. En 1936 publicó Kimeraland, una comedia sarcástica, y más tarde Un autor en busca de representación, pieza tragicómica también sarcástica. Dentro del género dramático figuran asimismo El hijo del Caleuche, pieza ganadora del concurso del Teatro Municipal de Santiago para obras teatrales y folclóricas, —originaría más tarde la novela Caleuche (1946), que volvió a obtener el Premio Municipal— y El desencantamiento de los juguetes (1938).
En 1941 el Departamento de Estado estadounidense la invitó como escritora. Petit permaneció en Estados Unidos hasta 1945, trabajando en la Unión Panamericana, donde editaba su boletín; en 1943 representó a Chile en la Comisión Interamericana en Washington y al año siguiente su novela La Quintrala fue publicada en inglés por la editorial Macmillan.
En 1939 publicó Los Pincheira, novela dedicada a Benjamín Vicuña Mackenna; en 1946 la Biografía de Gabriela Mistral;  en 1950, El patriota Manuel Rodríguez y en 1965, San Martín y el Ejército Libertador.
Otras dos obras, distintas a las anteriores, completaron su producción: la novela filosófica Un hombre en el Universo, confesión de un desorientado (1951) que, como en su drama Kimeraland, mostró su insatisfacción y desencanto por la poca influencia que el ser humano tiene para mejorar el mundo. Cuatro años más tarde publicó el relato para niños Una llave y un camino (1955).
Si bien su obra estuvo marcada por el interés en la historia, Petit puntualizó en una ocasión: "Yo no soy historiadora, ni mucho menos. Mis libros han sido el resultado de admiración y entusiasmo por los grandes personajes".
Como periodista, colaboró en varias revistas —Zig-Zag, Nosotros, Excelsior y Atenea, publicación esta última en la que debutó en literatura con un artículo sobre Marcel Proust— y en periódicos, como tales como La Nación y El Diario Ilustrado.
Con su hermana Marta participó en el histórico Club de Señoras que funcionaba frente al edificio del ex Congreso Nacional de Chile.

## Obras
- La Quintrala, novela, 1932
- Kimeraland, drama, 1936

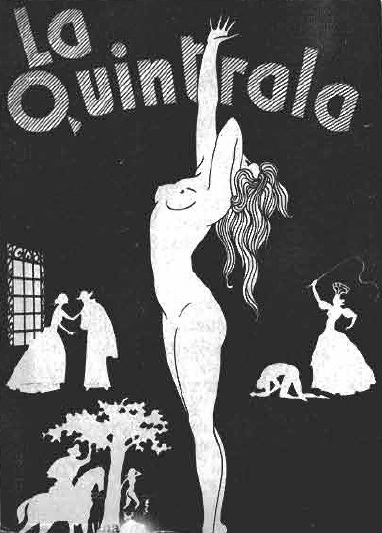
Portada de La Quintrala (1932).

- Don Diego Portales, el hombre sin concupiscencia, novela, Ediciones Ercilla, Santiago, 1937; descargable desde el portal Memoria Chilena
- Los Pincheira, novela, Zig-Zag, Santiago, 1939
- Caleuche, novela, Cultura, Santiago, 1946
- Biografía de Gabriela Mistral, La Salle, Santiago, 1946
- El patriota Manuel Rodríguez, novela, Zig-Zag, Santiago, 1950
- Un hombre en el Universo, confesión de un desorientado, novela filosófica, Nascimento, Santiago, 1951 (descargable desde el portal Memoria Chilena). En 1966 la Editorial Andrés Bello publicó una nueva edición agregándole, a pedido de la autora, una segunda parte.[5]
- Una llave y un camino, relato infantil, 1955
- El crimen se cometió de otra manera, novela policial humorística, firmada con el seudónimo de Repórter Sphinx; publicada en 1963 como folletín en Las Últimas Noticias
- San Martín y el Ejército Libertador, Zig-Zag, Santiago, 1965
- Ensayos y cuentos, La Nación, Santiago, 1966; descargable desde el portal Memoria Chilena

### Teatro
- La Quintrala, drama en cinco actos, Imprenta El Esfuerzo, Santiago, 1935
- El hijo del Caleuche, fantasía teatral en un prólogo, dos actos (con dos cuadros, el primero) y un epílogo
- La vida es comedia gestándose o Arrocita sin leche se quiere casar, fantasía satírica
- Manuel Rodríguez, obra en cinco actos con unos cuarenta personajes
- El sí de los caballeros, comedia en tres actos
- ¡Oh, vitaminas! o Un ideático, comedia en tres actos
- El crimen se cometió de otra manera, melodrama en un acto y dos cuadros
- Tres y un biombo, un acto

Teatro infantil
- Pulgarcito, comedia, Nascimento, Santiago, 1937; descargable desde el portal Memoria Chilena
- El cumpleaños de Rosita,  Zig-Zag, Santiago, 1937; descargable desde el portal Memoria Chilena
- El desencantamiento de los juguetes, fantasía teatral, Zig-Zag, Santiago, 1938; descargable desde el portal Memoria Chilena
- Pinocho en el Tribunal de los niñios
- La caturra alfabetiza

## Premios y reconocimientos
- Premio del diario La Nación 1932 por La Quintrala
- Premio Municipal de Literatura de Santiago 1938 por Don Diego Portales, el hombre sin concupiscencia
- Premio del concurso Condon-D'Evieri en conjunto con la Municipalidad, 1941, por El hijo del Caleuche
- Premio Municipal de Literatura de Santiago 1947 por Caleuche